# Cataglyphis
Cataglyphis is een geslacht van vliesvleugelige insecten van de familie Mieren (Formicidae).

## Soorten
- C. abyssinica (Forel, 1904)
- C. acutinodis Collingwood & Agosti, 1996
- C. adenensis (Forel, 1904)
- C. aenescens (Nylander, 1849)
- C. agostii Sharaf, 2007
- C. albicans (Roger, 1859)
- C. alibabae Pisarski, 1965
- C. altisquamis (André, 1881)
- C. arenaria Finzi, 1940
- C. argentata (Radoszkowsky, 1876)
- C. asiriensis Collingwood, 1985
- C. aurata Menozzi, 1932
- C. bellicosa (Karavaiev, 1924)
- C. bergiana Arnoldi, 1964
- C. bicolor (Fabricius, 1793)
- C. bicoloripes Walker, 1871
- C. bombycina (Roger, 1859)
- C. bucharica Emery, 1925
- C. cana Santschi, 1925
- C. cinnamomea (Karavaiev, 1910)
- C. cugiai Menozzi, 1939
- C. cuneinodis Arnoldi, 1964
- C. cursor (Fonscolombe, 1846)
- C. diehlii (Forel, 1902)
- C. douwesi De Haro & Collingwood, 2000
- C. elegantissima Arnoldi, 1968
- C. emeryi (Karavaiev, 1910)
- C. emmae (Forel, 1909)
- C. espadaleri Cagniant, 2009
- C. flavitibia Chang & He, 2002
- C. flavobrunnea Collingwood & Agosti, 1996
- C. floricola Tinaut, 1993
- C. foreli (Ruzsky, 1903)
- C. fortis (Forel, 1902)
- C. fossilis Cagniant, 2009
- C. frigida (André, 1881)
- C. gadeai De Haro & Collingwood, 2003
- C. gaetula Santschi, 1929
- C. glabilabia Chang & He, 2002
- C. gracilens Santschi, 1929
- C. hannae Agosti, 1994
- C. harteni Collingwood & Agosti, 1996
- C. helanensis Chang & He, 2002
- C. hellenica (Forel, 1886)
- C. hispanica (Emery, 1906)
- C. holgerseni Collingwood & Agosti, 1996
- C. humeya Tinaut, 1991
- C. iberica (Emery, 1906)
- C. indica Pisarski, 1961
- C. isis (Forel, 1913)
- C. italica (Emery, 1906)

- C. kurdistanica Pisarski, 1965
- C. laevior Santschi, 1929
- C. laylae Collingwood, 2011
- C. livida (André, 1881)
- C. longipedem (Eichwald, 1841)
- C. lunatica Baroni Urbani, 1969
- C. machmal Radchenko & Arakelian, 1991
- C. marroui Cagniant, 2009
- C. mauritanica (Emery, 1906)
- C. minima Collingwood, 1985
- C. nigra (André, 1881)
- C. nigripes Arnoldi, 1964
- C. noda (Brullé, 1833)
- C. oasium Menozzi, 1932
- C. opacior Collingwood & Agosti, 1996
- C. otini Santschi, 1929
- C. oxiana Arnoldi, 1964
- C. pallida Mayr, 1877
- C. piligera Arnoldi, 1964
- C. piliscapa (Forel, 1901)
- C. pilisquamis Santschi, 1929
- C. pubescens Radchenko & Paknia, 2010
- C. rosenhaueri Santschi, 1925
- C. rubra (Forel, 1903)
- C. sabulosa Kugler, J., 1981
- C. saharae Santschi, 1929
- C. savignyi (Dufour, 1862)
- C. semitonsa Santschi, 1929
- C. shuaibensis Collingwood & Agosti, 1996
- C. stigmata Radchenko & Paknia, 2010
- C. takyrica Dlussky, 1990
- C. theryi Santschi, 1921
- C. urens Collingwood, 1985
- C. vaucheri (Emery, 1906)
- C. velox Santschi, 1929
- C. viatica (Fabricius, 1787)
- C. viaticoides (André, 1881)
- C. zakharovi Radchenko, 1997